# Jorge Cabello Trujillo
Jorge Cabello Trujillo (Telde, Las Palmas 25 de abril de 2004), más conocido como Jorge Cabello, es un futbolista español que juega como defensa central en el Levante U. D. de la Primera División de España.

## Trayectoria
Es un jugador formado en las categorías inferiores de la U. D. Las Palmas hasta 2019, cuando firmó por el Levante U. D. para jugar en categoría cadete "A" con 15 años. En las siguientes temporadas formaría parte del equipo cadete del club levantinista y del club afiliado Patacona C. F. en categoría juvenil.
En la temporada 2023-24, formó parte de la plantilla del Atlético Levante U. D. de la Tercera Federación. El 20 de abril de 2024, hizo su debut profesional con el primer equipo del Levante U. D. en la Segunda División de España contra el Racing de Santander, disputando los 90 minutos del encuentro.

## Clubes
Actualizado al último partido disputado el 29 de septiembre de 2024.
| Club                   | País   | Año       | Partidos | Goles |
| ---------------------- | ------ | --------- | -------- | ----- |
| Atlético Levante U. D. | España | 2023-act. | 30       | 0     |
| Levante U. D.          | España | 2024-act. | 12       | 0     |